# Kliment Arkadjewitsch Timirjasew

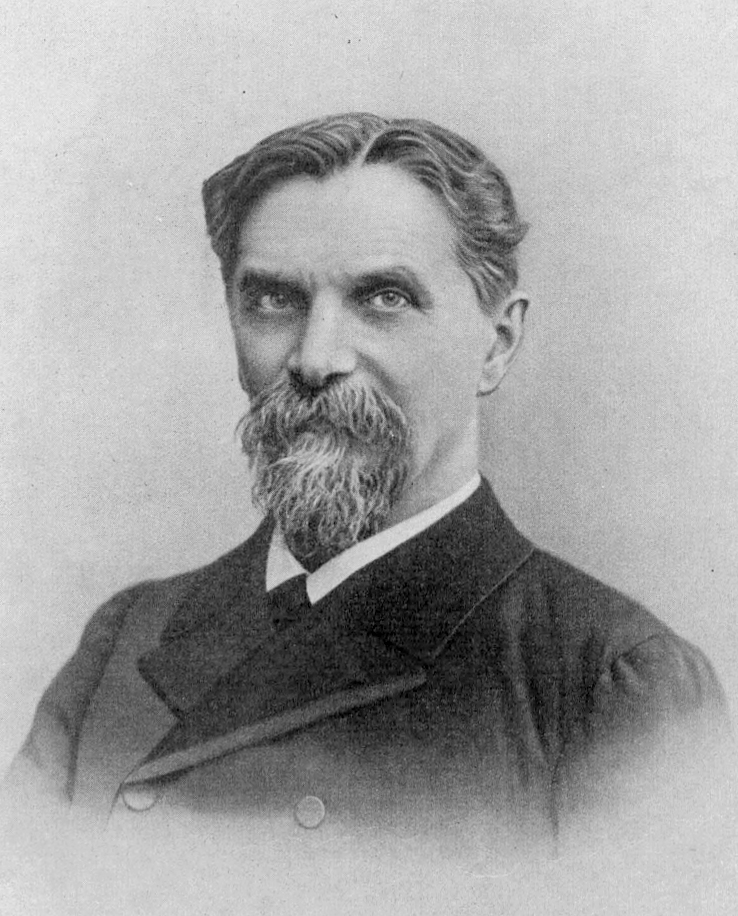
Kliment Arkadjewitsch Timirjasew

Kliment Arkadjewitsch Timirjasew (russisch Климент Аркадьевич Тимирязев, englische Transkription Kliment Arkadievich Timiryazev; * 3. Juni 1843 in Sankt Petersburg; † 28. April 1920 in Moskau) war ein russischer Biologe und Pflanzenphysiologe.
Sein Vater Arkadi Semjonowitsch Timirjasew war Politiker, seine Mutter Adelaida Bode Engländerin französischer Herkunft. Er studierte an der Fakultät für Physik und Mathematik der Universität Sankt Petersburg mit dem Abschluss 1866. Nach seiner ersten wissenschaftlichen Veröffentlichungen 1868 war er zu einem Auslandsstudium in Deutschland (unter anderem Robert Bunsen, Gustav Robert Kirchhoff, Hermann von Helmholtz) und Frankreich (unter anderem bei Marcellin Berthelot). 1871 kehrte er nach Russland zurück,  promovierte 1871 in Botanik mit einer Arbeit über die Spektralanalyse von Chlorophyll und habilitierte sich 1875 (russischer Doktortitel) über Photosynthese. Danach war er Professor an der Petrov-Akademie für Landwirtschaft, bis diese 1892 geschlossen wurde. Außerdem unterrichtete er seit 1877 an der Lomonossow-Universität als außerordentlicher Professor und von 1884 bis 1911 und von 1917 bis 1920 als ordentlicher Professor.
Er war ein führender Vertreter der Darwinschen Evolutionstheorie in Russland und besuchte Darwin 1877 in England. Er forschte vor allem zur Photosynthese und war Anfang der 1870er Jahre ein Pionier der Verwendung von Gewächshäusern für die landwirtschaftliche Forschung in Russland. Er war mehrfacher Ehrendoktor (Cambridge, Genf, Glasgow, Charkiw, Sankt Petersburg).
1890  wurde er korrespondierendes Mitglied der Russischen Akademie der Wissenschaften und 1911 auswärtiges Mitglied (Foreign Member) der Royal Society. 1903 hielt er die Croonian Lecture.
Nach ihm wurde in der Sowjetunion die Timirjasew-Akademie für Landwirtschaft und ein Museum für Biologie in Moskau benannt wie auch mehrere Orte namens Timirjasewo. Die Russische Akademie der Wissenschaften vergibt seit 1932 den Timirjasew-Preis (russisch Премия имени К.А. Тимирязева). Ein Mondkrater und eine Metro-Station in Moskau sowie der Asteroid (6082) Timiryazev sind nach ihm benannt und seine Statue steht am Tverskoy Boulevard in Moskau. Darüber hinaus ist der Namensgeber für den Nunatak Gora Timirjazeva in der Antarktis. Sein Sohn Arkadi Klimentjewitsch Timirjasew (1880–1955) war ein sowjetischer Philosoph.

## Schriften (Auswahl)
- Charles Darwin und seine Lehre (Russisch), 2. Auflage 1883
- Louis Pasteur, 1896
- Pflanzen- und Sonnenenergie (Russisch), 1897
- Landwirtschaft und Physiologie von Pflanzen (Russisch), 1906
- Die wichtigsten Kennzeichen der Entwicklungsgeschichte der Biologie im 19. Jahrhundert (Russisch), 1908
- The life of the plant. Ten popular lectures, Moskau 1958, Archive (russische Ausgabe 2. Auflage 1885)